# کلیر فولر
کلیر فولر (انگلیسی: Claire Fuller؛ زادهٔ ۹ فوریهٔ ۱۹۶۷) رمان‌نویس اهل بریتانیا است. کلیر برای نخستین رمان خودش با عنوان تعداد روزهای بی‌پایان ما، در سال ۲۰۱۵ برندهٔ جایزهٔ دزموند الیوت گردید. وی در عین حال موفق به دریافت جایزهٔ مسابقهٔ داستان‌های کوتاه سال ۲۰۱۴ از جانب بی‌بی‌سی گردید. در سال ۲۰۱۶ نیز مرتبه‌ای دیگر موفق به کسب جایزه آکادمی سلطنتی هنر و موسسهٔ پین دروپ، برای نوشتن داستان‌های کوتاه گردید.